# شهرستان ناپو
شهرستان ناپو (به لاتین: Napo County) یک منطقهٔ مسکونی در چین است که در بایسه واقع شده‌است.